# Redmine
Redmine è un software gratuito e open source, per la pianificazione di progetti e per il tracciamento delle segnalazioni di bug tramite interfaccia web. Consente agli utilizzatori di gestire molteplici progetti e sotto-progetti tramite una singola installazione. Le funzionalità a corredo per ogni progetto includono: wiki, forum, time tracking e un flessibile controllo degli accessi basato su ruoli. Include, inoltre, le funzionalità di calendario e di diagrammi di Gantt per aiutare la rappresentazione visiva dei progetti e le loro scadenze. Si integra con i più comuni sistemi di controllo versione distribuito.
L'applicazione è strutturata da un sistema a raggruppamento e tracciamento di problemi, ovvero accorpa tutti i processi associati ad un progetto che sono visti come ticket (o segnalazioni) da risolvere; aggregandoli per categoria, urgenza e stato di avanzamento.
Redmine è sviluppato usando il framework Ruby on Rails. È un sistema cross-platform e cross-database, supporta 33 lingue.

## Storia
Redmine è stato fondato il 25 giugno 2006 dallo sviluppatore Jean-Philippe Lang, tuttora project-leader, supportato da un Team ufficiale e da una vasta community di sviluppatori volontari. Attualmente è lo strumento di pianificazioni di progetti open source più utilizzato.

## Utilizzatori
Redmine è utilizzato da molte aziende, enti e organizzazioni per lo sviluppo di diversi progetti, tra gli altri:
- Ruby Language[4]
- TYPO3[5]
- Lighttpd[6]
- Virtuemart[7]
- Rensselaer Polytechnic Institute[8]
- Replicant[9]
- FreeNAS[10]
- Japan Aerospace Exploration Agency[11]
- Università della Città di New York[12]